# Jewgienij Biełousow (piosenkarz)
Jewgienij Wiktorowicz Biełousow (ros. Евгений Викторович Белоусов), znany jako Żenia Biełousow (ros. Женя Белоусов; ur. 10 września 1964, zm. 2 czerwca 1997) – kultowy piosenkarz rosyjski lat 90. XX w..

## Życiorys
Urodził się we wsi Obwodu charkowskiego, Ukraińskiej SRR. Wkrótce jego rodzina przeniosła się do Kurska, gdzie chodził do szkoły oraz uczęszczał do szkoły muzycznej dla dzieci, w której uczył się gry na bajanie. Ukończył zasadniczą szkołę zawodową, gdzie zdobył fach ślusarza. Potem uczył się na Kurskiej uczelni muzycznej w klasie gitary basowej. W 1984 roku grał w jednej z kurskich restauracji, gdzie go zauważył Bari Alibasow i zaprosił do swojego zespołu muzycznego „Integrał”. Biełousow udał się do Moskwy i został członkiem grupy Alibasowa. W 1987 roku rozpoczął karierę solową i zyskał popularność w całym kraju dzięki piosence „Moja dziewczyna niebieskooka” (ros. Девочка моя синеглазая). Sukces utrwaliły kolejne przeboje, ale z biegiem czasu piosenkarz zaczął rozumieć, że pieniądze i sławę przynoszą mu tylko piosenki w stylu muzyki pop. Sam muzyk chciał śpiewać inne piosenki. Zmiana repertuaru spowodowała spadek popularności, co doprowadziło piosenkarza do depresji i alkoholizmu. Wskutek uzależnienia alkoholowego zachorował na zapalenie trzustki i w marcu 1997 roku z objawami ostrego zapalenia trzustki został zabrany do szpitala, gdzie doznał udaru mózgu i zmarł po upływie miesiąca. Pochowany na Cmentarzu Kuncewskim w Moskwie.